# 佐原2丁目公園
佐原2丁目公園（さはら2ちょうめ こうえん）は、神奈川県横須賀市にある都市公園（地区公園）である。施設は横須賀市が所有し、指定管理者制度に基づき一般財団法人シティサポートよこすかが、管理している。

## 概要
2003年に横須賀サッカー協会などがサッカー場建設の要望を行ったのを受けて、2005年よりサッカー場を備えた公園の計画が進められた。なお、公園用地の内の3分の1は横須賀市有地であったが、残りの3分の2は日産自動車の社有地（旧久里浜工場）であったのを同社から寄付を受けて公園用地に組み入れた。総工費は約8億8,000万円で、2011年12月から工事が始まり、2013年2月に竣工した。
公園内で最大の面積を占めるのが「人工芝サッカー場」で、横須賀市が運営する唯一のサッカー場である。なお、この人工芝サッカー場の愛称は「横須賀リーフスタジアム」であるが、日産自動車が製造する電気自動車「LEAF」にちなんで名づけられた。
なお、横須賀市をホームタウンとする日本プロサッカーリーグ（Jリーグ）に加盟する横浜F・マリノスによるサッカー教室や、横浜FMのユースの試合などでも使用される。また、関東大学サッカーリーグ戦や神奈川県社会人サッカーリーグなどのアマチュアのサッカー大会でも使用される。
また2019年4月には硬式野球場がオープンした。同球場は、横浜DeNAベイスターズ二軍の試合会場がある横須賀スタジアム周辺の追浜公園内に二軍の練習場を整備するために廃止された同公園第2・第3球場の代替として、市民利用を目的に建設された。

## 施設

### 人工芝サッカー場
- 愛称：横須賀リーフスタジアム
- サッカー場：人工芝1面（105m×68m）[2]
- ナイター照明
- スタンド：248人収容（車椅子席4箇所）[1][2]

### 硬式野球場
- 2019年4月供用開始。[9]
- グラウンドサイズ：左翼85m・中堅110m・右翼87m。内野：アンツーカー・人工芝、外野：人工芝。ナイター照明・応援席・観覧席：なし[9]
- 使用用途：硬式野球、準硬式野球、軟式野球[9]

### その他
- 遊具広場[2]
- 芝生広場[2]
- スポーツ広場[2]
- 駐車場：普通車 67台（機械式有料）、大型車駐車場 5台（機械式有料）、臨時駐車場 38台[1]

### 施工業者
- 公園工事：前田道路・ミツワ建設共同企業体[2]
- 建築工事：堀建設[2]
- 電気工事：美濃屋山村電機[2]
- 設備工事：米持工業[2]
- 水路改修工事：二幸管理[2]
- 道路工事：泰峰[2]
- 下水道工事：武尊建設[2]
- 水道工事：横須賀設備工業所[2]
- 人工芝工事：積水樹脂[2]

## アクセス・近隣施設
- 京急久里浜線・北久里浜駅から徒歩15分[2][10]
- 京急久里浜線・北久里浜駅からバス「京急久里浜駅」行で「佐原三丁目」下車、徒歩2分[10]
- 京急久里浜線・久里浜駅からバス「京急北久里浜駅」行で「佐原三丁目」下車、徒歩2分[10]
- 横浜横須賀道路佐原IC。
- 湘南学院高等学校 - 同じく日産工場跡に所在。2013年に横須賀市日の出町から現所在地に移転。
- 周辺にはセブンイレブン、マクドナルド、くるまやラーメン等の店舗がある。